# Хусто Фігерола
Хусто Фігерола (ісп. Justo Figuerola de Estrada; 18 червня 1771 — 23 травня 1854, Ліма) — перуанський політичний і науковий діяч. Двічі був президентом Перу нетривалий час. На початку своєї кар'єри Фігерола навчався, а потім і працював в Університеті Сан-Маркос в Лімі. Викладав філософію і Закон Божий.
Був одним з перших перуанських політиків, які підписали декларацію незалежності Перу в 1821 році. У 1823 році був обраний депутатом в перуанський Конгрес від міста Трухільйо, в цьому ж році нетривалий час був главою Конгресу. Пізніше працював в уряді міністром закордонних справ. У 1851 році відійшов від політичних справ і пішов на пенсію.